# Acacia sibilans
Acacia sibilans är en ärtväxtart som beskrevs av Bruce R. Maslin. Acacia sibilans ingår i släktet akacior, och familjen ärtväxter. Inga underarter finns listade i Catalogue of Life.